# Zoticus toconaoensis
Zoticus toconaoensis är en tvåvingeart som beskrevs av Artigas 1970. Zoticus toconaoensis ingår i släktet Zoticus och familjen rovflugor. Inga underarter finns listade i Catalogue of Life.